# Хронология химии
Хронология науки химии — это список различных работ, исследований, идей, изобретений и экспериментов, которые в значительной мере изменили взгляды человечества на строение вещества и материи и процессы, происходящие с ними, которые в данный момент составляют науку химию. История химии, как наука, была основана ирландским учёным Робертом Бойлем.
Два основных источника, которые легли в основу современной химии — это идеи натурфилософов (таких как Аристотель и Демокрит), которые использовали дедуктивный метод для описания мира вокруг и алхимиков (таких как Джабир ибн Хайян и Ар-Рази), которые использовали экспериментальные методы для превращения материалов, например, в золото.
В XVII веке слияние этих двух источников — дедуктивного и экспериментального — привели к появлению процесса мышления, называемого теперь «научным методом». С его появлением появилась и современная химия.
Развитие химии было тесно связано с другими науками и развитием технологии. Поэтому многие открытия в химии также являются важнейшими открытиями в физике, биологии, астрономии, геологии, науках о материалах и других областях знаний.

## До XVII века

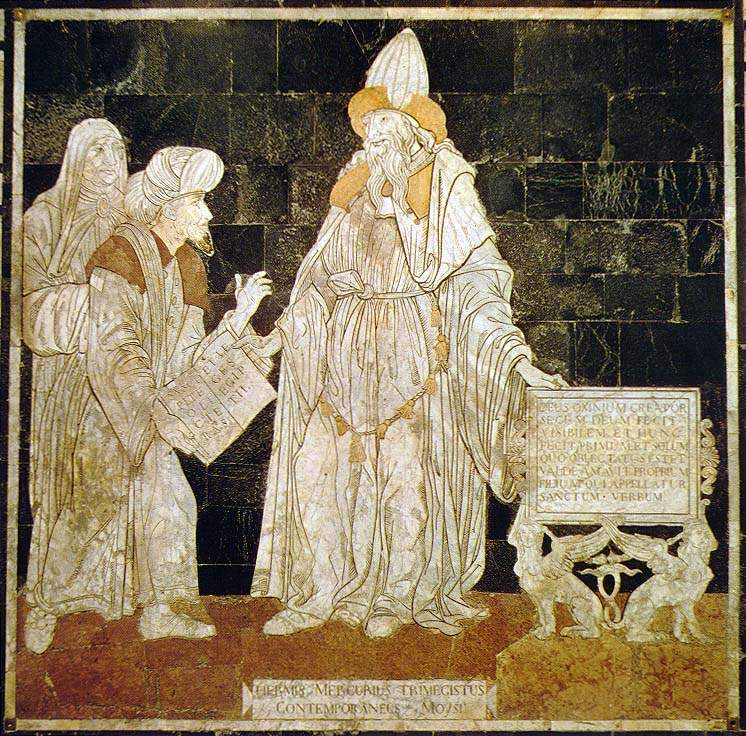
Гермес Трисмегист. Мозаика на полу кафедрального собора Сиены, 1480-е годы

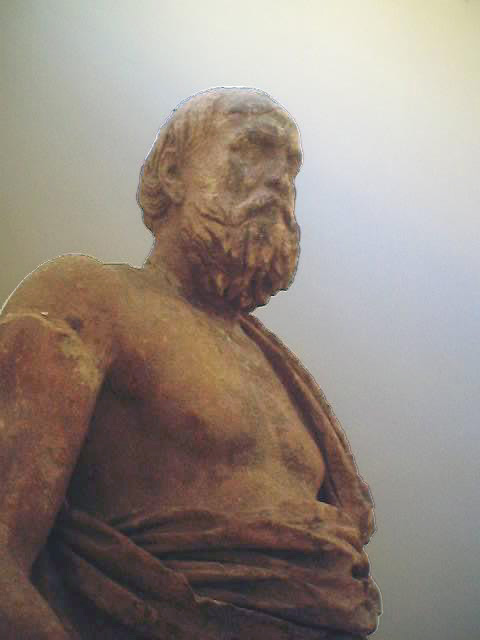
Статуя Платона в Дельфах

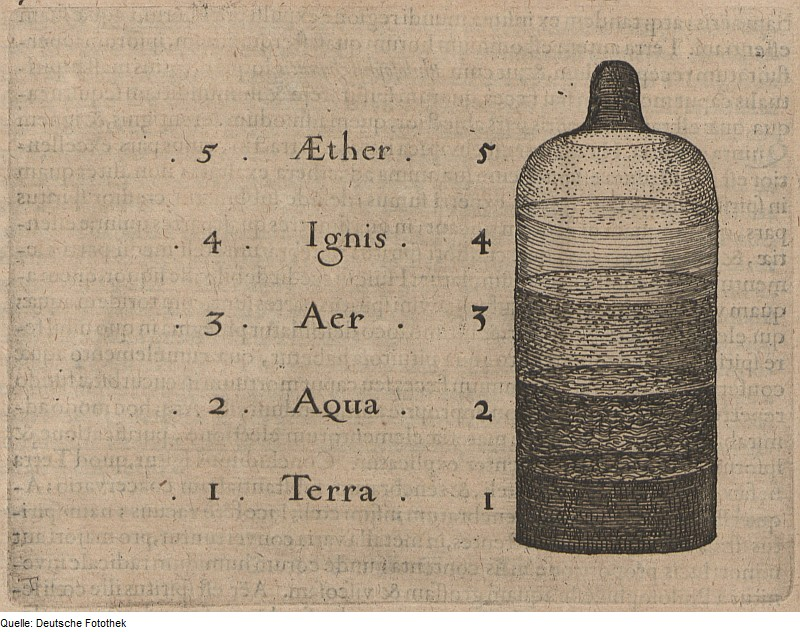
Символическое изображение пяти основных элементов в виде мужского начала, символизирующего творение составляющих мира. Из книги Роберта Фладда, 1617 г.

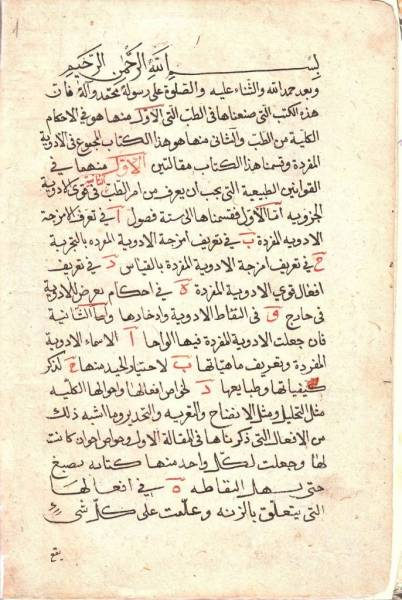
Страница из копии рукописи «Канон врачебной науки» Авицены 1030 года

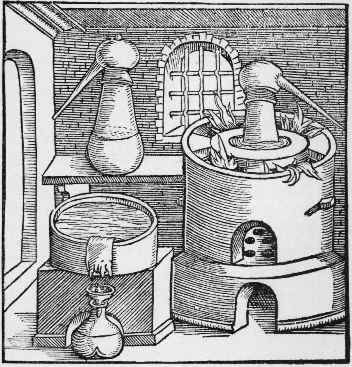
Печь для дистилляции (Псевдо-Гебер, XIV век)

До появления научного метода и начала его использования в химии достаточно спорно называть людей, описанных в этом разделе «химиками» в современном значении этого слова. Тем не менее, идеи многих великих мыслителей были далеко идущими, основательными и важными для своего времени и послужили базой для появления современной химии.
около 3000 лет до н.э.Египтяне сформулировали теорию Огдоада или «первоначальных сил», из которых был создан весь мир. В этой теории было восемь элементов хаоса, которые существовали ещё до возникновения Солнца.
около 1900 лет до н. э.Гермес Трисмегист, полумифическое египетское божество, которое, как принято считать, является основателем искусства алхимии.
около 1200 лет до н. э.Таппути, женщина-парфюмер и первый химик, упомянутый на клинописной дощечке, найденной в Месопотамии. Она использовала цветы и растительные масла, которые перегонялись с водой. Это также первый задокументированный перегонный процесс.
около 450 года до н. э.Эмпедокл выразил мысль, что все вещи состоят из четырёх основных элементов: земли, воздуха, огня и воды, которые взаимодействуют между собой благодаря двум силам притяжения и отталкивания (любви и ненависти или притягательности и антипатии), что приводит к появлению бесконечного разнообразия форм.
около 440 года до н. э.Левкипп и Демокрит предложили идею про атом, как невидимую частичку, из которой всё построено. Эта идея была отвергнута натурфилософами в пользу Аристотелевского взгляда.
около 360 года до н. э.Платон вводит слово «элемент» («стихия») в своём диалоге Тимей, который содержит дискуссию про состав неживых и живых тел и является первейшим упрощённым трактатом по химии. В нём также говорится, что мельчайшие частички каждого «элемента» имеют свою специфическую геометрическую форму: тетраэдра (огонь), октаэдра (воздух), икосаэдра (вода) и куба (земля).
около 350 года до н. э.Аристотель, развивая мысли Эмпедокла, предлагает идею про то, что все вещества являются комбинацией материи и формы. Он создает теорию пяти элементов: огня, воды, земли, воздуха и эфира. В западном мире эта теория была общепринятой более 1000 лет.
около 50 года до н. э.Лукреций публикует своё сочинение «О природе вещей», в котором содержится поэтическое описание идей Атомизма.
около 300 года н. э.Зосима из Панополиса пишет самую старую из известных книг по алхимии. Алхимию он определяет как изучение структуры воды, движения, роста, материализации и дематериализации, выхода духов из тел и обратного слияния духов с телами.
около 750 годаДжафар ас-Садык критикует теорию Аристотеля про четыре классических «элемента».
около 815 годаДжабир ибн Хайян (известный также как Гебер), арабский алхимик, которые многими авторами считается «отцом химии». Он разработал ранний вариант экспериментального метода исследования в химии и описал множество кислот (включая хлоридную кислоту, азотной кислоту, лимонную кислоту, уксусную кислоту, винную кислоту и царскую водку). Он сделал экспериментальный подход систематичным и основанным на лабораторных исследованиях, что значительно отличалось от подхода его предшественников — древнегреческих и древнеегипетских алхимиков, чьи методы были чаще всего аллегоричны и путаны.
около 850 годаАл-Кинди (известный также как Алкиндус), арабский химик, опровергает алхимические превращения и существование философского камня Он также даёт первое недвусмысленное объяснение получения чистого спирта перегонкой вина..
около 900 годаМухаммад Ар-Рази (известный также как Разес и Абубатер), персидский(иранский) химик, который написал и опубликовал несколько трактатов по химии, содержащие ранние описания контролируемой дистилляции и экстракции. Он также разработал методы получения серной кислоты и экспериментально опроверг теорию Аристотеля про четыре классических элемента (стихии)..
около 1000 годаАль-Бируни и Авицена, оба персидские химики, ещё раз опровергли алхимические превращения и существование философского камня.
около 1220 годаРоберт Гроссетест опубликовал некоторые комментарии к работам Аристотеля, в которых создал фундамент будущего научного метода.
около 1250 годаНасир ад-Дин Ат-Туси, персидский химик, описал раннюю версию закона сохранения массы — ничего, кроме материального тела, не может изменяться, и материальное тело не может просто исчезнуть.
1267 годРоджер Бэкон опубликовал своё «Большое сочинение» («Opus Majus»), в котором среди других вещей предложена ранняя форма научного метода и содержатся результаты экспериментов с порохом.
около 1310 годаПсевдо-Гебер, неизвестный испанский алхимик, который писал под именем Гебера, опубликовал несколько книг, в которых была предложена теория, что все металлы состоят из разных соотношений атомов серы и ртути.
около 1530 годаПарацельс развивает учение ятрохимии, как одной из дисциплин алхимии, которая посвящена продлению жизни человека и которая стала основой для современной фармакологии. Также считается, что он был первым, кто употребил слово «химия».
1597 годАндреас Либавий опубликовал прообраз химического учебника — книгу «Алхимия».

## XVII и XVIII века

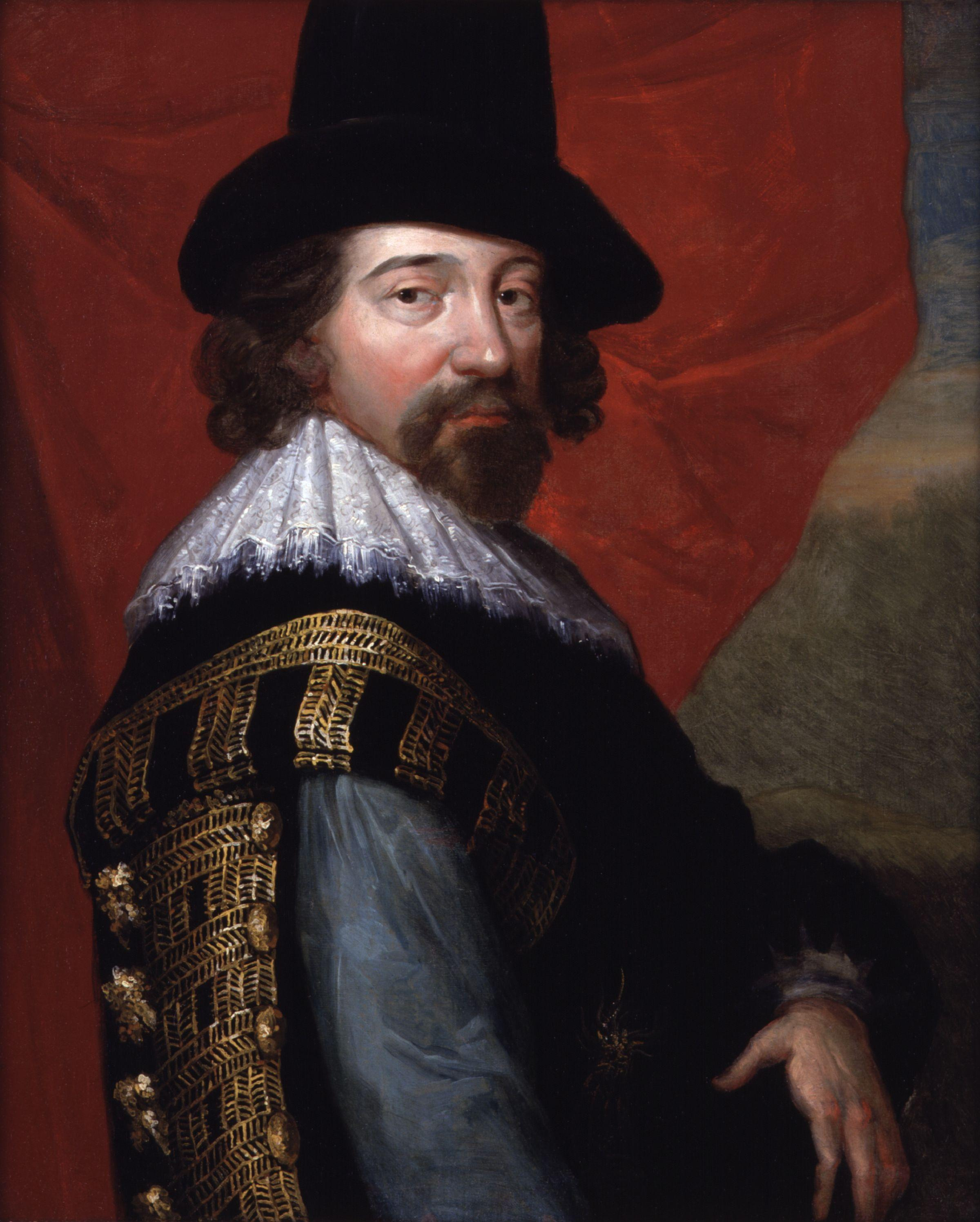
Сэр Френсис Бэкон

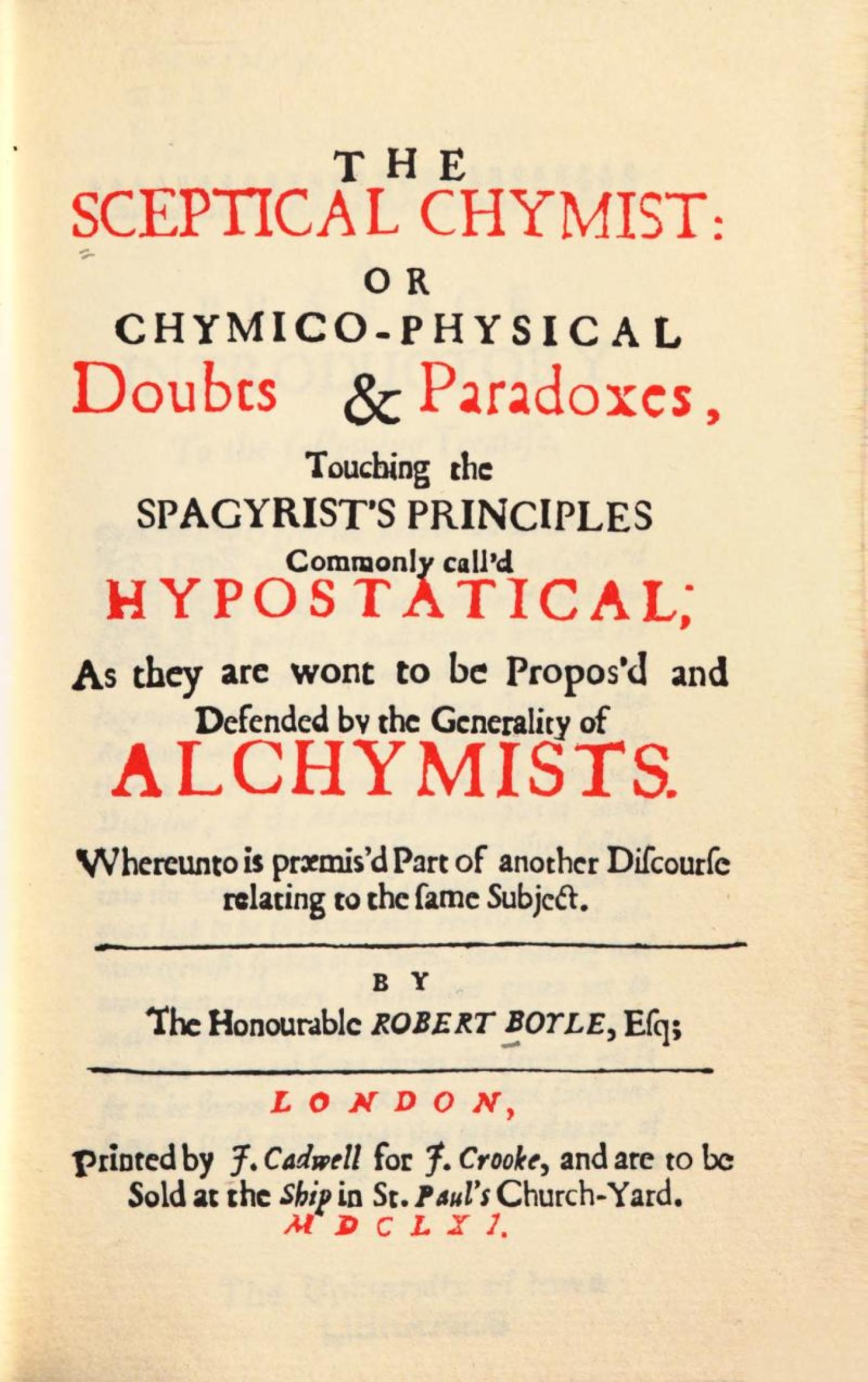
Титульная страница книги Роберта Бойля The Sceptical Chymist (1662 года издания)

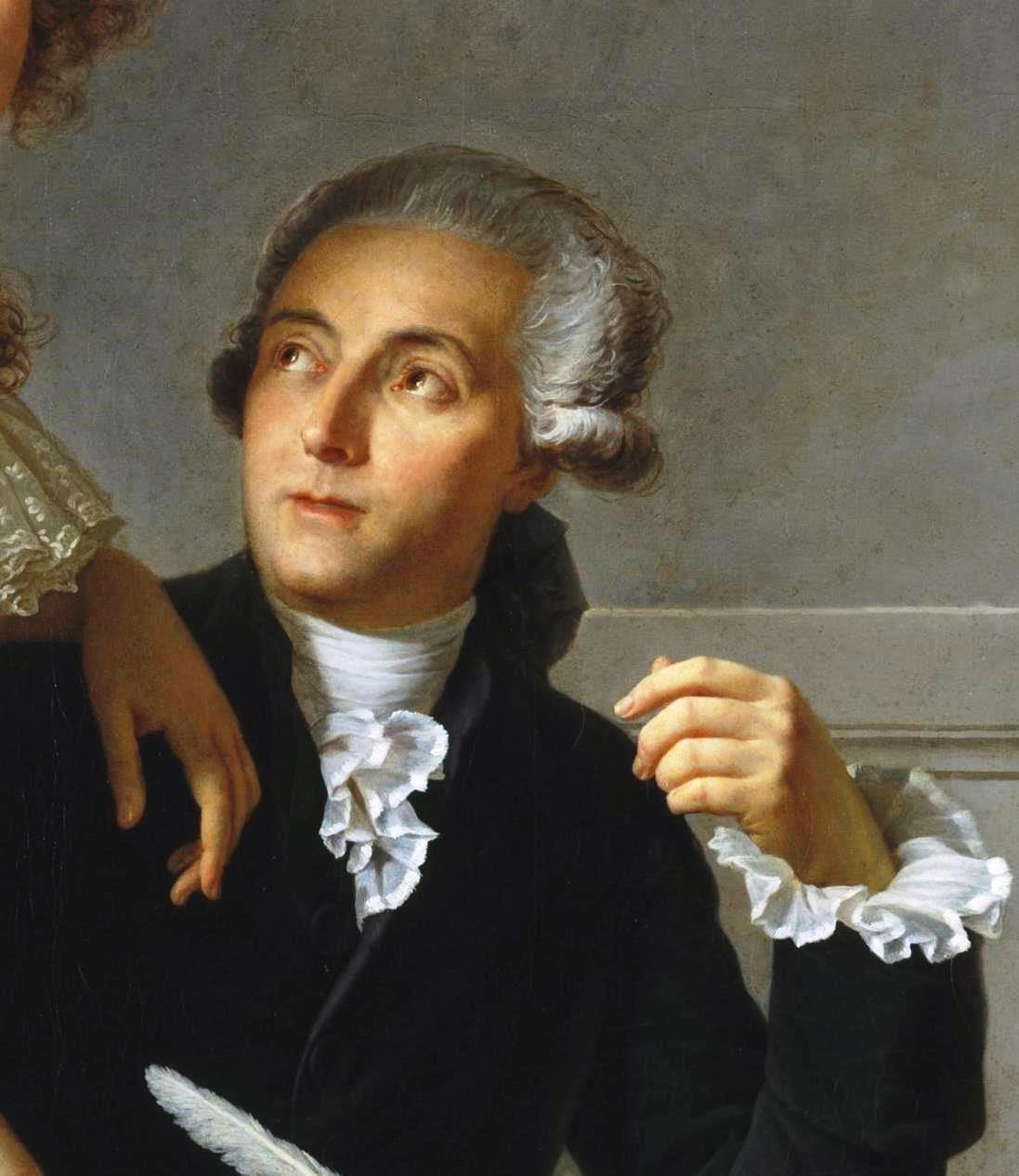
Антуан Лоран Лавуазье (1743—1794)

1605 годСэр Френсис Бэкон опубликовал «Новый Органон», в котором была изложена суть того, что позже стало называться «научным методом».
1605 годМихал Сендзивой написал алхимический трактат «Новый свет алхимии», в котором высказал мысль о том, что в воздухе содержится «пища для жизни», которая позже была определена как кислород.
1615 годЖан Бегуин опубликовал Tyrocinium Chymicum, учебник химии, в котором было написано первое уравнение химической реакции.
1637 годРене Декарт написал Рассуждение о методе…, в котором содержалось развитие теории научного метода.
1648 годпосмертная публикация книги Ortus medicinae Яна Баптиста ван Гельмонта, работа которого считается одной из основных по химии и алхимии этого периода и которая имела значительное влияние на Роберта Бойля. Эта книга содержит результаты многих экспериментов и раннюю версию закона сохранения массы.
1660 годРоберт Бойль публикует книгу Скептический химик (The Sceptical Chymist) — трактат о различиях между химией и алхимией. Книга также содержит идеи про атомы, молекулы и химические реакции. Именно эта книга считается началом современной химии.
1662 годРоберт Бойль предлагает закон, описывающий поведение газов в зависимости от изменения объёма и давления. В 1676 году закон переоткрыт Эдмом Мариоттом и стал называться законом Бойля-Мариотта.
1735 годШведский химик Георг Брандт проводит анализ тёмно-синего пигмента, найденного в медной руде. Брандт показывает, что пигмент содержит новый элемент, позже названный кобальтом.
1754 годДжозеф Блэк при нагревании магнезии получает «связанный воздух» — углекислый газ.
1758 годДжозеф Блэк формулирует концепцию спрятанного тепла, чтобы объяснить термохимию фазовых переходов.
1766 годГенри Кавендиш открывает водород как газ без цвета и запаха, который образует с воздухом взрывоопасные смеси.
1773-1774 годыКарл Вильгельм Шееле и Джозеф Пристли независимо друг от друга открывают кислород. Пристли называет его «дефлогистированный воздух», а Шееле — «горящий воздух».
1778 годАнтуан Лоран Лавуазье, многими называемый «отцом современной химии», открыл и предложил название кислород и описал его важную роль в горении..
1787 годАнтуан Лоран Лавуазье опубликовал книгу Методы номенклатуры в химии (Méthode de nomenclature chimique) — первую систему химической номенклатуры.
1787 годЖак Шарль предлагает закон Шарля — следствие из закона Бойля-Мариотта, который описывает связь между температурой и объёмом газа.

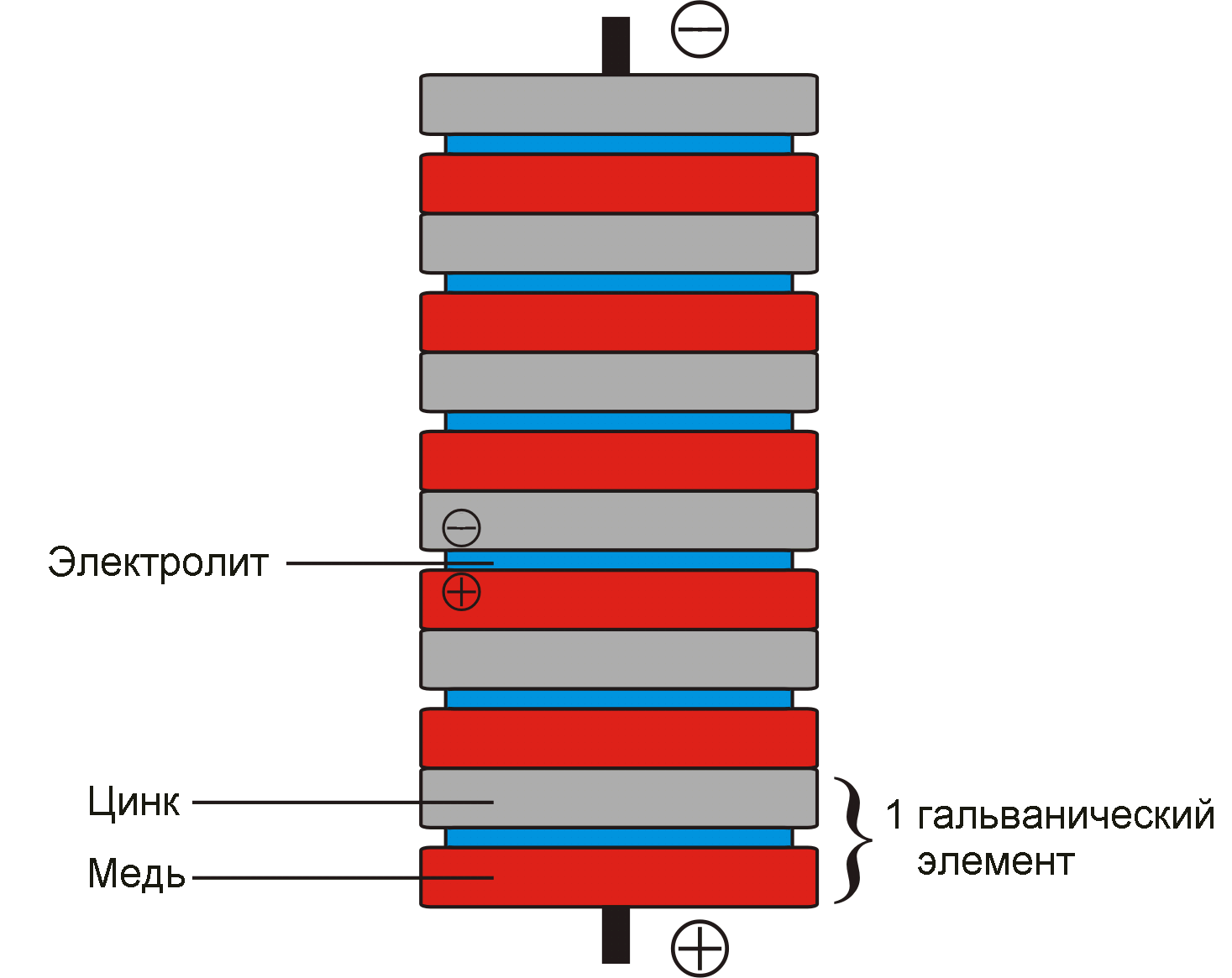
Вольтов столб

1789 годАнтуан Лавуазье публикует Элементарный трактат по химии (Traité Élémentaire de Chimie) — первый современный учебник химии. Это первый полный обзор химии того времени, который включает первое описание закона сохранения массы и содержит основы стехиометрии и точных расчётов в химическом анализе.
1797 годЖозеф Пруст предлагает закон постоянства состава, который утверждает, что количества элементов, входящих в состав веществ, соотносятся как целые небольшие числа.
1800 годАлессандро Вольта создаёт первый гальванический элемент — Вольтов столб, закладывая тем самым основы электрохимии.

## XIX век

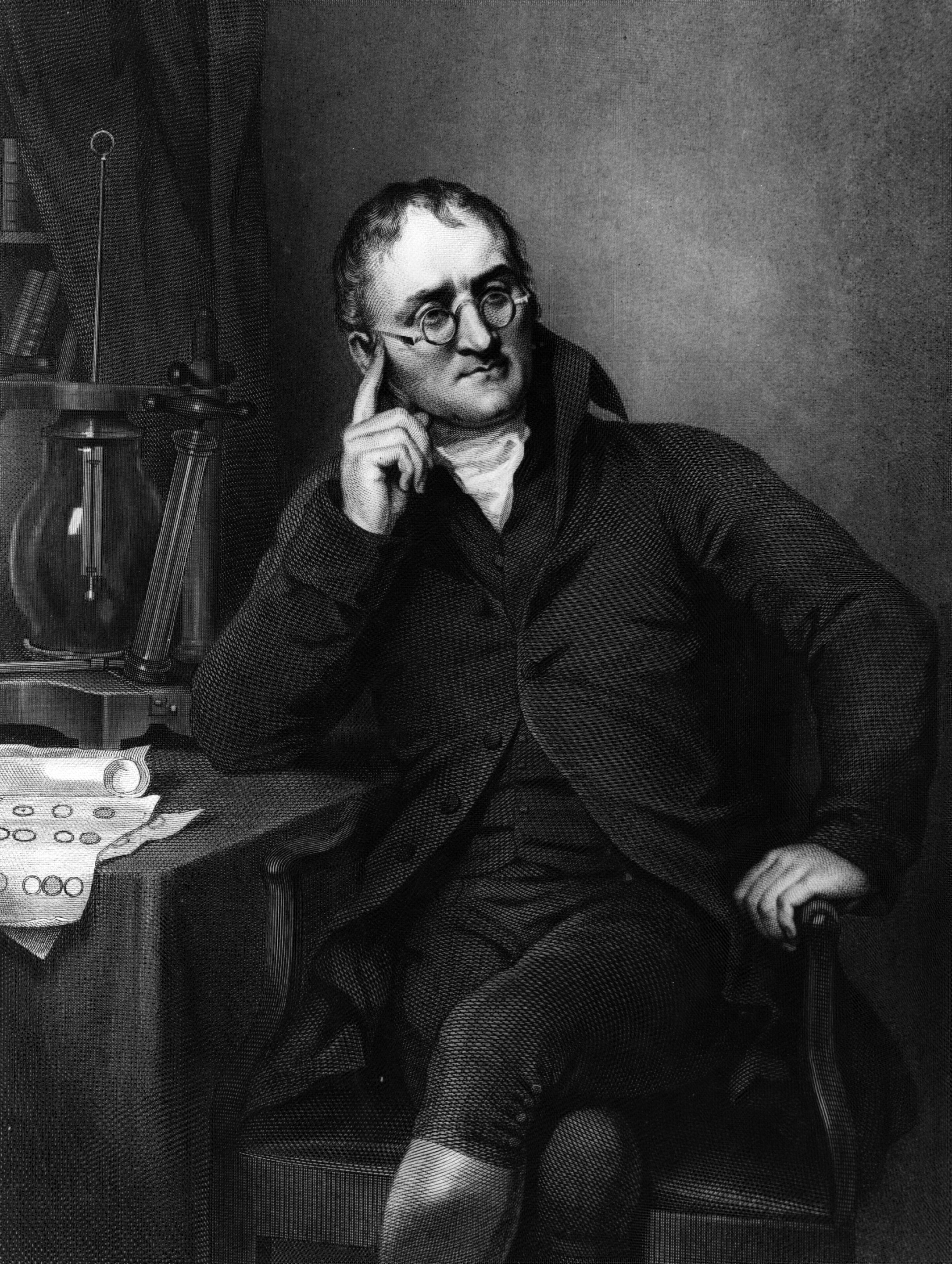
Джон Дальтон (1766—1844)

Структурная формула мочевины

Бензил ацетат имеет эфирную функциональную группу (показано красным), ацетильную группу (зелёная) и бензильную группу (оранжевая).

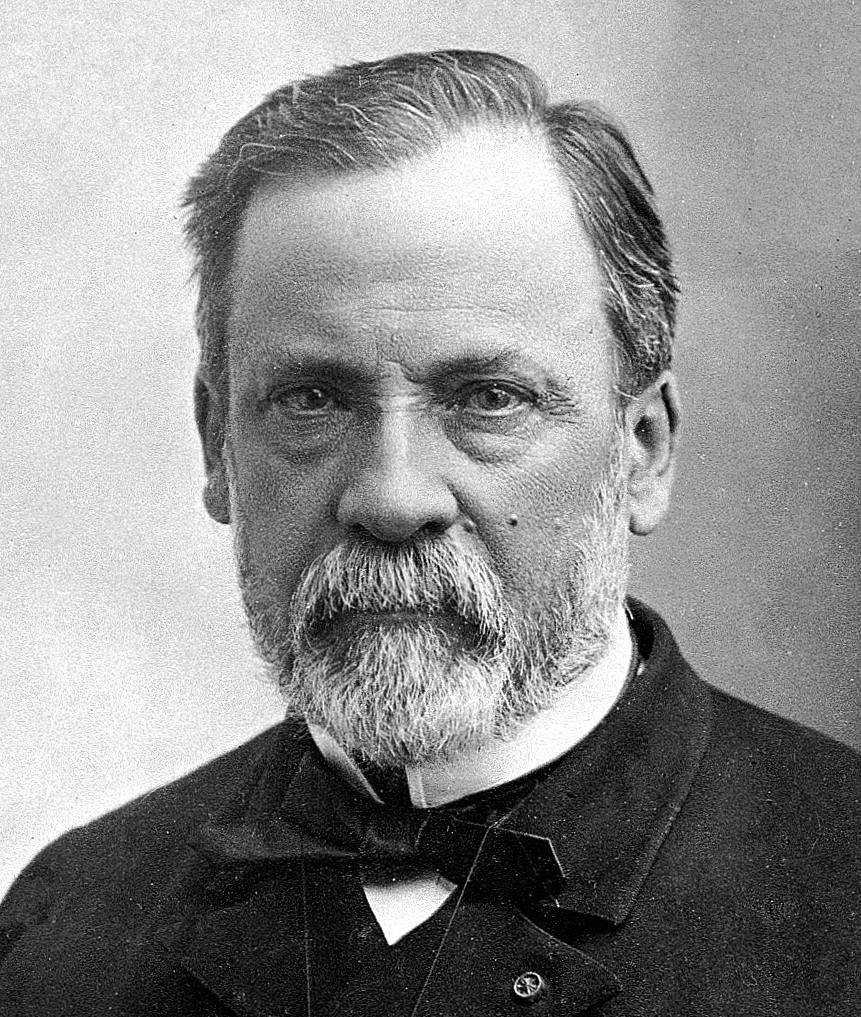
Луи Пастер

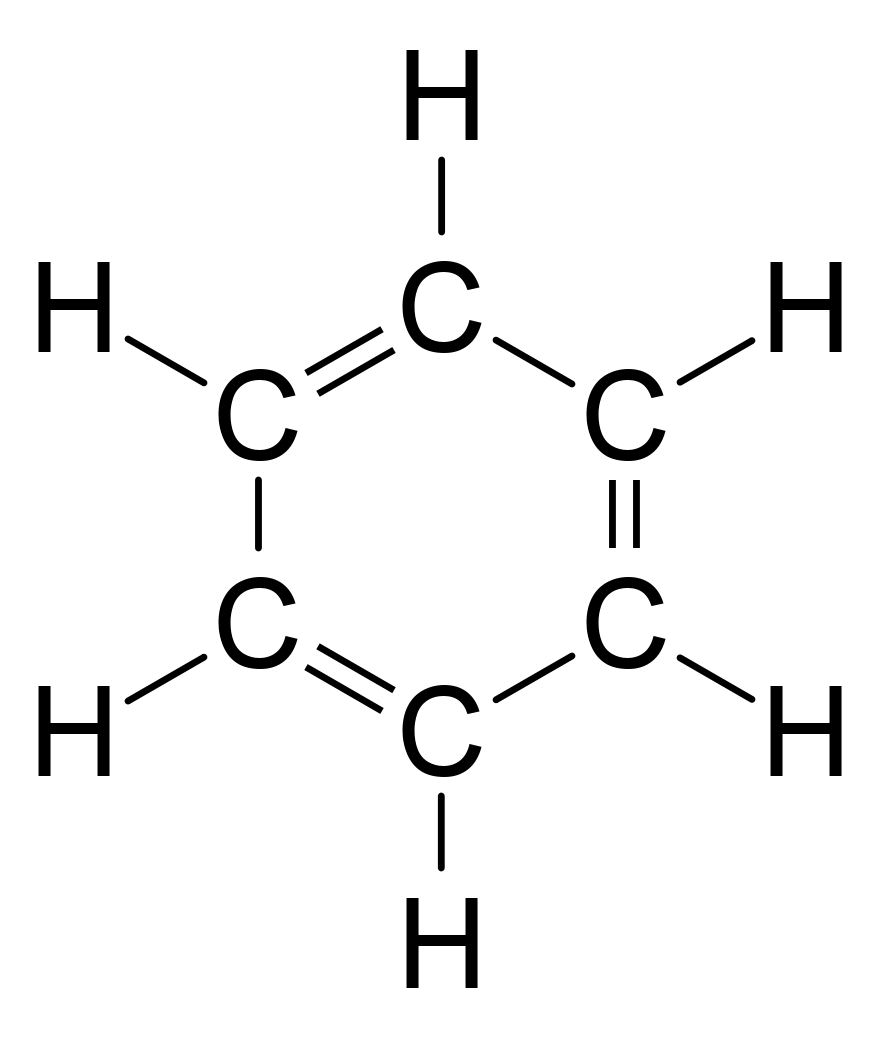
Структура бензола по Кекуле

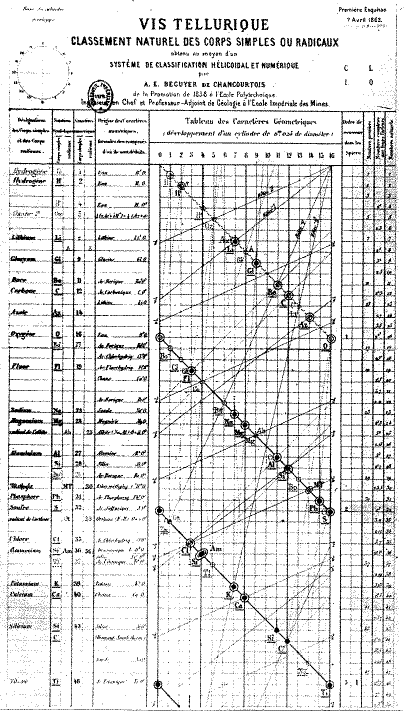
«Земная спираль» Шанкуртуа

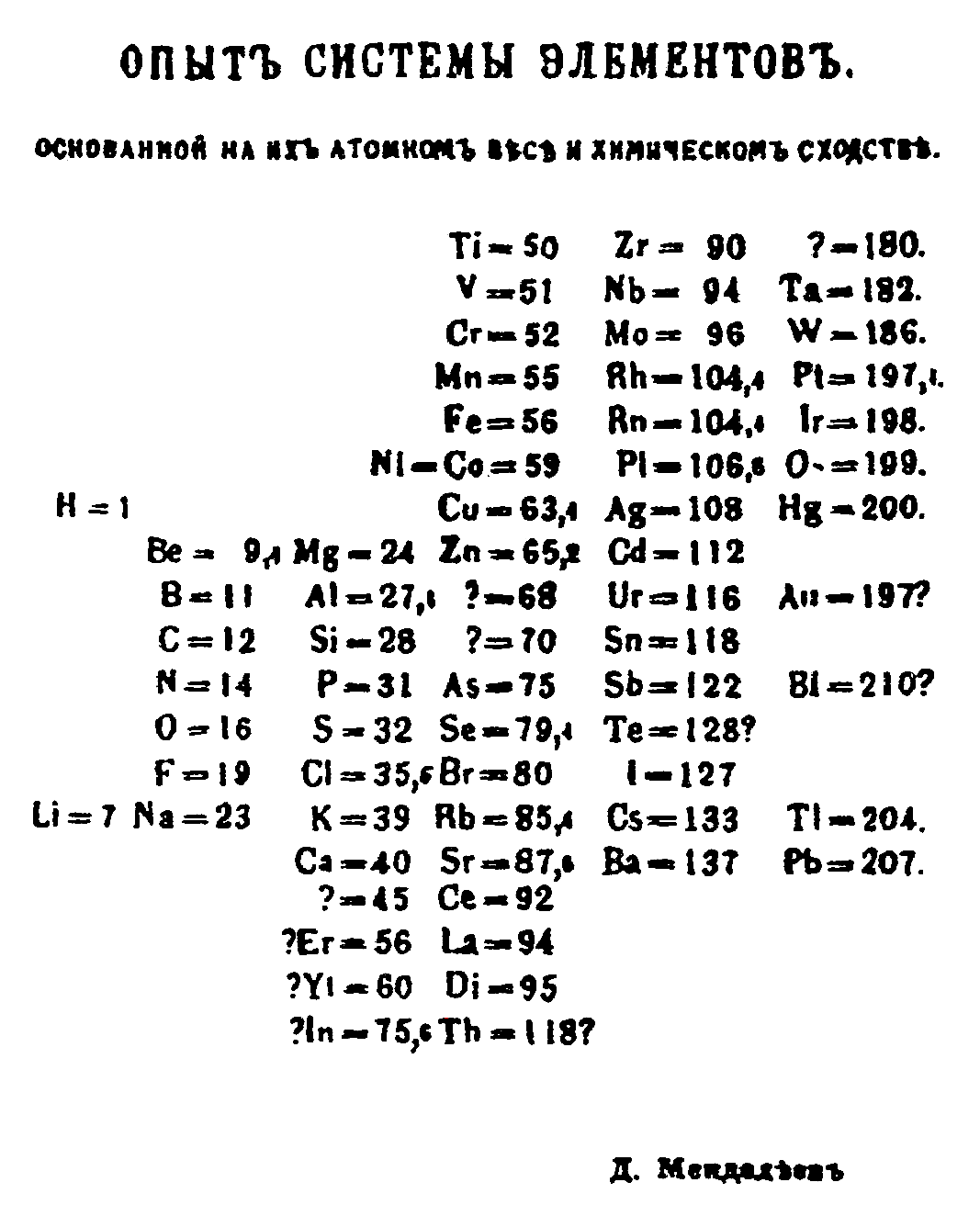
Первый вариант периодической системы элементов, созданный Д. И. Менделеевым

Структурная формула пурина

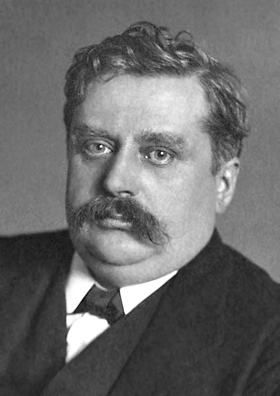
Альфред Вернер

1803 годДжон Дальтон предложил законы Дальтона, которые описывают соотношение между компонентами в смеси газов и вклад каждого компонента в суммарное давление смеси.
1805 годЖозеф Гей-Люссак показал что вода состоит из двух частей водорода и одной части кислорода.
1808 годЖозеф Гей-Люссак описал и исследовал некоторые химические и физические свойства воздуха и других газов, экспериментально доказал законы Бойля-Мариотта и Шарля и показал взаимосвязь между плотностью и составом газов.
1808 годДжон Дальтон опубликовал Новая система химической философии (New System of Chemical Philosophy) книгу, которая содержит первое современное научное описание атомистической теории и полноценную формулировку закона кратных отношений.
1808 годЙёнс Якоб Берцелиус опубликовал Lärbok i Kemien, при подготовке которой он начал серию экспериментов, приведших через несколько лет к введению Берцелиусом современных химических символов элементов и предложению концепции относительной атомной массы.
1811 годАмедео Авогадро предложил закон Авогадро, про то, что одинаковые объёмы газов при одинаковом давлении и температуре содержат одинаковое количество молекул.
1814 годЙёнс Якоб Берцелиус подробно изложил систему символов химических элементов, основанную на обозначении элементов одной или двумя буквами латинского названия элемента и представил таблицу атомных весов элементов, положив атомный вес кислорода равным 100:289.
1825 годФридрих Вёлер и Юстус Либих провели первое подтвержденное исследование и описание изомеров (название дал Берцелиус). Работая с циановой и фульминовой кислотой, они пришли к выводу что изомерия является результатом перестановки атомов в молекулах.
1827 годУильям Праут классифицировал биомолекулы на современные группы: углеводы, белки и липиды.
1828 годФридрих Вёлер синтезировал мочевину, показав таким образом что органические соединения могут быть синтезированы из неорганических веществ, тем самым опроверг теорию витализма.
1832 годФридрих Вёлер и Юстус Либих описали и объяснили понятие функциональной группы и начали изучение химии радикалов в органической химии.
1840 годГерман Гесс предложил закон Гесса — начальную форму закона сохранения энергии, который утверждал, что изменение энергии в химическом процессе зависит только от состояния реагентов и продуктов и не зависит от пути, по которому проходит реакция между этими состояниями.
1847 годАдольф Герман Кольбе синтезировал уксусную кислоту из неорганический веществ, окончательно опровергнув теорию витализма.
1848 годУильям Томсон вводит понятие абсолютного нуля — температуры при которой любое движение молекул останавливается.
1849 годЛуи Пастер показал, что рацемат винной кислоты является смесью декстровинной и левовинной кислоты, тем самым объяснив природу оптического вращения и внеся вклад в развитие стереохимии.
1852 годАвгуст Бер предложил закон Бера, который описывает взаимосвязь между составом смеси и количеством света, который она поглощает. Основываясь на более ранних работах Пьера Бугера и Иоганна Генриха Ламберта, он создал новую аналитическую методику — спектрофотометрию.
1855 годБенджамин Силлиман младший сделал пионерские исследования в области крекинга нефти, что позволило развиться современной нефтехимической промышленности.
1856 годСэр Уильям Перкин синтезировал мовеин — первый синтетический краситель. Он был получен как случайный побочный продукт при попытке синтеза хинина из каменноугольной смолы. Это исследование стало началом промышленного производства синтетических красителей — одной из наиболее ранних областей химического синтеза.
1857 годФридрих Август Кекуле высказал предположение, что углерод в органических соединениях четырёхвалентный, то есть формирует всегда четыре химических связи.
1859-1860 годыГустав Кирхгоф и Роберт Бунзен заложили основы спектроскопии для химического анализа, что позволило им открыть цезий и рубидий. Другие исследователи использовали такую же методику для исследования индия, таллия и гелия.
1860 годСтанислао Каниццарро, возрождая идею Авогадро про двухатомные молекулы, составил таблицу атомных масс и представил её в 1860 году на химическом конгрессе в Карлсруэ, заканчивая тем самым споры последнего десятилетия про различия в атомных массах и молекулярных формулах. Это позволило Менделееву начать работу над периодической системой.
1862 годАлександр Паркес на Международной выставке в Лондоне продемонстрировал паркезин — первый созданный человеком искусственный полимер. Это исследование заложило основы современной промышленности пластмасс.
1862 годАлександр Шанкуртуа создал «земную спираль» Периодической системы элементов.
1864 годДжон Ньюлендс предложил закон октав, предшественник периодического закона.
1864 годЛотар Мейер создал раннюю версию периодической системы элементов, с 28 элементами расположенными согласно валентности.
1864 годКато Гульдберг и Петер Вааге, основываясь на идеи Бертолле, предложили закон действующих масс.
1865 годЙоганн Лошмидт определил точное количество молекул в одном моле, которое позже было названо числом Авогадро.
1865 годФридрих Август Кекулле, базируясь на работах Лошмидта и других, предложил структуру бензола, как кольца из шести атомом углерода с чередующимися одинарными и двойными связями.
1865 годАдольф Байер начал работу над синтезом красителя индиго: его исследования изменили методы органического синтеза и сделали переворот в производстве синтетических красителей.
1869 годДмитрий Менделеев опубликовал первый вариант современной периодической таблицы элементов с 66 элементами, расположенными по порядку возрастания атомных масс. Потенциал этой таблицы был в том, что она позволяла прогнозировать свойства ещё не открытых элементов.
1873 годЯкоб Вант-Гофф и Жозеф Ле Бель, независимо друг от друга создали модель химической связи: теорию асимметрического атома углерода. Эта теория объясняла результаты экспериментов Пастера по изучению хиральности и давала физическое объяснения оптической активности хиральных соединений.
1876 годДжозайя Гиббс публикует книгу On the Equilibrium of Heterogeneous Substances, которая стала результатом его работы по изучению термодинамики и физической химии. В ней также было введено понятие свободной энергии для объяснения физических основ химического равновесия.
1877 годЛюдвиг Больцман предложил объяснение статистических основ многих важных физико-химических концепций, включая энтропию и распределение скоростей движения молекул в газовой фазе (см. Статистика Максвелла — Больцмана).
1883 годАррениус, Сванте Август развил теорию существования ионов для объяснения электропроводности электролитов.
1884 годЯкоб Вант-Гофф опубликовал Études de Dynamique chimique (Этюды по химической динамике) — основательный труд по химической кинетике.
1884 годГерман Фишер предлагает структуру пурина — ключевого элемента многих биомолекул, который был синтезирован в 1898 году. Также он начинает работу над химией глюкозы и подобных сахаров.
1884 годАнри Ле Шателье предложил принцип Ле Шателье, который описывает изменение химического равновесия в ответ на внешнее действие.
1885 годОйген Гольдштейн дал название катодным лучам, которые, как позже было установлено, состоят из потока электронов и анодным лучам, которые, как позже было установлено, состояли из ионов водорода, что образовались при потере атомами электронов в электронно-лучевой трубке. Позднее они были названы протонами.
1893 годАльфред Вернер исследовал октаэдрическую структуру комплексных соединений кобальта, что положило начало химии комплексных соединений.
1894-1898 годыУильям Рамзай открыл инертные газы, что позволило заполнить пропуски в периодической системе элементов и дало возможность развивать теории химической связи.
1897 годДжозеф Томсон открыл электрон исследуя электронно-лучевую трубку.
1898 годВильгельм Вин показал, что анодные лучи (поток позитивно заряженных ионов) отклоняется магнитным полем и сила этого отклонения пропорциональна соотношению масса-заряд частиц в потоке. Это исследование заложило основу нового метода аналитической химии — масс-спектрометрии.
1898 годМария Склодовская-Кюри и Пьер Кюри выделили элементы радий и полоний из минерала пехбленда.
1900 годЭрнест Резерфорд показал, что источником радиоактивного излучения является распад атомов и ввел термины для описания разных типов радиации.

## XX век

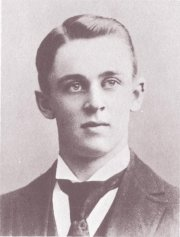
Роберт Милликен

Модель атома по Бору

Гилберт Ньютон Льюис

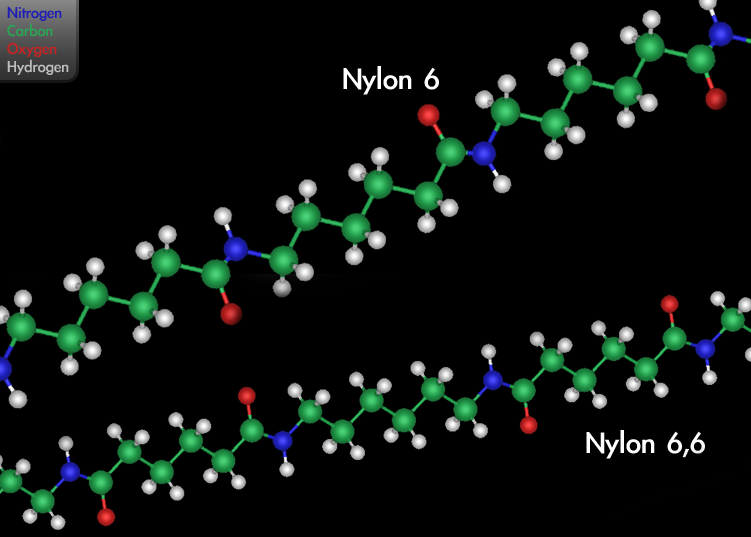
Модель двух наиболее используемых форм нейлона

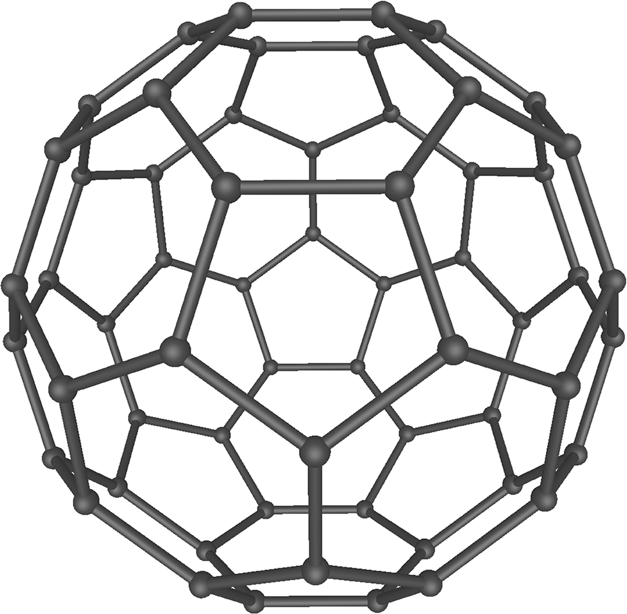
Бакминстерфуллерен, C_{60}

1903 годМихаил Семёнович Цвет заложил основы хроматографии — важнейшего аналитического метода.
1904 годХантаро Нагаока предложил раннюю ошибочную «планетарную модель» атома, в которой электроны по стационарным орбитам летают вокруг массивного ядра.
1905 годФриц Габер и Карл Бош изобрели процесс Габера для получения аммиака из его составляющих. Это стало стимулом к развитию промышленной химии и повлияло на производство удобрений для сельского хозяйства.
1905 годАльберт Эйнштейн объяснил причину броуновского движения подтвердив тем самым теорию строения материи из атомов.
1907 годЛео Бакеланд изобрел бакелит, одну из первых коммерческих пластмасс.
1909 годЭрнест Резерфорд, Ханс Гейгер и Эрнест Марсден провели эксперимент, который подтвердил ядерную модель атома с небольшим, плотным, положительно заряженным ядром окруженным электронным облаком.
1909 годРоберт Милликен очень точно измерил заряд отдельных электронов в эксперименте с масляной каплей, подтвердив, что все электроны имеют одинаковый заряд и массу.
1909 годСёрен Сёренсен создал концепцию pH и развил методы измерения кислотности.
1911 годАнтониус Ван дер Брук высказал идею, что положение элемента в периодической системе обуславливается не столько его атомной массой, сколько зарядом его ядра.
1911 годПрошёл первый Сольвеевский конгресс в Брюсселе на котором собрались наиболее известные ученые того времени. Конгрессы по физике и химии продолжают проводиться время от времени и сейчас.
1912 годУильям Генри Брэгг и его сын Уильям Лоренс Брэгг предложили правило Брэгга, что привело к появлению рентгеноструктурного анализа — важного метода для определения кристаллической структуры вещества.
1912 годПетер Дебай развил концепцию про молекулярный диполь для объяснения асимметричного распределения заряда в молекулах.
1913 годНильс Бор ввел принципы квантовой механики в описание структуры атома и предложил модель атома, к которой электроны находятся лишь на четко локализованных орбиталях.
1913 годГенри Мозли, разрабатывая идею Ван дер Брука, предложил концепцию атомного номера для разрешения проблемы с несоответствиями в периодической таблице, основанной на атомной массе.
1913 годФредерик Содди создал концепцию изотопов, когда элементы с одинаковыми химическими свойствами имеют разные атомные массы.
1913 годДжозеф Джон Томсон развив работы Вина, показал, что заряженные частицы могут быть разделены по соотношению масса-заряд, что стало завершающей вехой появления масс-спектрометрии.
1916 годГильберт Льюис опубликовал книгу «Атом и молекула», в которой заложил основы теории валентных связей (октетная теория).
1921 годОтто Штерн и Вальтер Герлах ввели концепцию квантово-механического спина элементарных частиц.
1923 годГильберт Льюис и Мерле Рэндалл написали книгу «Термодинамика и свободная энергия химических соединений», которая стала первым современным трактатом в области химической термодинамики.
1923 годГильберт Льюис создал электронную теорию кислот и оснований, согласно которой кислотность и основность проявляется приемом или отдачей пары электронов.
1924 годЛуи де Бройль предложил волновую модель атомной структуры, которая основывается на идеях корпускулярно-волнового дуализма.
1925 годВольфганг Паули предложил принцип Паули, который утверждал, что два электрона не могут находиться в одном атоме в одинаковом квантовом состоянии, которое описывается четырьмя квантовыми числами.
1926 годЭрвин Шрёдингер вывел уравнение Шрёдингера, которое описывает математически волновую модель атома.
1927 годВернер Гейзенберг разработал принцип неопределённости Гейзенберга, который вместе с другими принципами описывает механику движения электрона вокруг ядра.
1927 годФриц Лондон и Вальтер Гайтлер применили принципы квантовой механики для объяснения природы ковалентной связи в молекуле водорода. Это событие считается рождением квантовой химии.
около 1930 годаЛайнус Полинг предложил правила Полинга, которые стали основными принципами использования рентгеноструктурного анализа для определения структуры молекул.
1930 годУоллес Карозерс, возглавивший команду химиков в компании DuPont, изобрел нейлон — один из наиболее коммерчески успешных синтетических полимеров в истории.
1931 годЭрих Хюккель предложил правило Хюккеля, которое объясняет когда плоские кольцевые молекулы будут обладать ароматичностью.
1931 годГарольд Юри открыл дейтерий с помощью фракционированной конденсации жидкого водорода.
1932 годДжеймс Чедвик открыл нейтрон.
1932-1934 годыЛайнус Полинг и Роберт Малликен оценили электроотрицательность различных элементов, создав шкалы электронегативности, которые носят их имена.
1937 годКарло Перье и Эмилио Сегре провели подтвержденный синтез первого искусственного элемента — технеция, заполнив этим одно из пустых мест в периодической системе. Тем не менее, существует мнение, что впервые он был синтезирован в 1925 году Вальтером Ноддаком с коллегами.
1937 годЭжен Гудри создал метод промышленного крекинга нефти, что позволило создать первый современный нефтеперерабатывающий завод.
1937 годДжон Аллен и Дон Майзнер и независимо Пётр Капица получили переохлажденный гелий: первую сверхтекучую жидкость с нулевой вязкостью. Это вещество демонстрировало квантово-механические свойства в макроскопическом масштабе.
1938 годОтто Ган открыл процесс ядерного деления в атомах урана и тория.
1939 годЛайнус Полинг написал книгу «Природа химической связи», которая стала результатом десятилетий работы над химической связью. Книга стала одной из важнейших работ в современной химии. В ней объяснялись гибридизация атомных орбиталей, ковалентная связь и ионная связь с помощью феномена электроотрицательности, резонанс, который был использован для описания структуры разных веществ, в том числе и бензола.
1940 годЭдвин Макмиллан и Филипп Абельсон открыли нептуний — самый лёгкий и первый искусственно полученный трансурановый элемент. Он был найден в продуктах распада урана. Макмиллан основал лабораторию в Беркли, в которой в дальнейшем были открыты многие новые элементы и изотопы.
1941 годГленн Сиборг продолжил работы Макмиллана по созданию новых атомных ядер. Он стал пионером метода нейтронного захвата и позже других типов ядерных реакций. В результате он стал первооткрывателем или участником открытия 9 новых химических элементов и большого количества новых изотопов существующих элементов.
1945 годДжейкоб Маринский, Лоуренс Гленденин и Чарльз Кориэлл провели первый подтверждённый синтез прометия, заполнив тем самым последнюю «дырку» в периодической таблице.
1945-1946 годыФеликс Блох и Эдвард Парселл создали метод ядерного магнитного резонанса, который стал важным элементом аналитической химии для определения структуры органических молекул.
1951 годЛайнус Полинг, использовав метод рентгеноструктурного анализа, определил вторичную структуру белков.
1952 годАлан Волш создал метод атомно-абсорбционной спектрометрии, который стал важным количественным спектроскопическим методом, для измерения концентрации отдельного элемента в смеси.
1952 годРоберт Вудворд, Джефри Уилкинсон и Отто Фишер исследовали структуру ферроцена, заложив этим основы металлоорганической химии.
1953 годДжеймс Уотсон и Френсис Крик предложили модель структуры ДНК, открыв дверь в новую область исследований — молекулярную биологию.
1957 годЙенс Скоу открыл Na⁺/K⁺-АТФазу — первый ион-транспортирующий фермент.
1958 годМакс Перуц и Джон Кендрю использовали рентгеновскую кристаллографию для определения белковой структуры миоглобина кашалота.
1962 годНил Бартлетт синтезировал гексафторплатинат ксенона тем самым показав, что инертные газы способны образовывать химические соединения.
1962 годДжордж Олах получил карбокатионы с помощью реакции с суперкислотой.
1964 годРихард Эрнст провел эксперименты, которые легли в основу техники ЯМР с Фурье-преобразованием. Это очень повысило чувствительность метода и позволило создать магнитно-резонансную томографию.
1965 годРоберт Вудворд и Роальд Хофман предложили правило Вудворда — Хофмана, которое используя симметрию молекулярных орбиталей, объясняет стереохимию химических реакций.
1966 годХитоси Нодзаки и Рёдзи Ноёри исследовали первый пример асимметричного катализа (гидрирование), используя хиральный комплекс переходного металла с четко определённой структурой.
1970 годДжон Попл создал программу GAUSSIAN, которая облегчила расчёты в вычислительной химии.
1971 годИв Шовен предложил объяснение механизма реакции метатезиса олефинов.
1975 годБарри Шарплесс и его группа исследовали стереоселективность реакций окисления, включая эпоксидацию по Шарплессу, асимметрическое дигидроксилирование по Шарплессу, и оксиаминирования по Шарплессу.
1985 годХарольд Крото, Роберт Кёрл и Смолли, Ричард открыли фуллерены — класс молекул, построенных только из углерода, которые по форме напоминают геодезический купол и названные в честь архитектора Ричарда Бакминстера Фуллера.
1991 годСумио Иидзима используя электронный микроскоп исследовал новый тип фуллеренов, который имел вид цилиндров и получил название углеродных нанотрубок, хотя более ранние исследования в этой области были проведены в 1951 году. Нанотрубки стали важным компонентом нового раздела знаний — нанотехнологий.
1994 годБыл проведён первый синтез таксола Робертом Холтоном и его коллегами.
1995 годЭрик Корнелл и Карл Виман получили первый Конденсат Бозе — Эйнштейна, субстанцию, которая демонстрировала квантово-механические свойства в макроскопическом размере.